# Balaam
Balaam (hebreu: בִּלְעָם‎) va ser un profeta i endeví citat a la Biblia al Llibre dels Nombres que va viure cap al segle xiii aC.
Era un estranger que provenia de Pethor («a la vora del riu», és a dir l'Eufrates). La localització del topònim és incerta, però podria ser Aram-Nahrain, a l'Alta Mesopotàmia. Segons això seria un endeví mesopotàmic, però una altra tradició el fa madianita, cosa que explicaria la seva relació amb Jehovà.
Balak, rei de Moab, el va fer cridar quan s'enfrontava amb els hebreus que venien d'Egipte a través del Sinaí. L'endeví va anar a veure Balak, però abans havia rebut en un somni l'ordre de Jehovà de fer allò que Ell li manés. Però les seves intencions no eren sinceres, ja que sabia que el rei li donaria honors i riqueses si maleïa el poble d'Israel, encara que desafiés el poder de Déu. Jehovà es va irar i això va donar origen al conegut succés de la Burra de Balaam. L'animal es va detenir quan va aparèixer un àngel de Déu, invisible per Balaam, i va evitar que aquest el matés amb l'espasa. Balaam molest amb la burra, la va colpejar i l'animal va començar a parlar preguntant la raó dels cops. La burra i Balaam van seguir discutint i el profeta semblava no adonar-se'n de que parlava amb el ruc. Finalment l'àngel es va fer visible i Balaam es va sotmetre a la voluntat de Jehovà i es va comprometre a transmetre al rei allò que Déu li ordenés.
Així, transformat en un profeta vertader, Balaam es veu obligat a pronunciar oracles de benedicció pel poble d'Israel, tot el contrari del que esperava el rei Balak. En veure el campament dels israelites diu un primer oracle on explica que veu el poble instal·lat a la seva terra de promissió, poderós i ric en aigua i en béns materials. El rei de Moab, indignat pel canvi d'actitud de Balaam, ordena que se l'expulsi immediatament, però abans va fer un segon oracle: Va veure l'esplendor de la monarquia de David, al que anomena "estrella" i "governant". La tradició jueva i cristiana veuen en aquestes paraules un anunci del futur Messies, descendent del rei David. Balaam va tornar a la seva pàtria, però segons el Llibre de Josuè va ser mort per l'esquena quan els hebreus lluitaven contra els madianites que auxiliaven a Moab.
A l'art paleocristià, una representació de la Verge Maria a les Catacumbes de Priscil·la, que té al davant un personatge que assenyala una estrella, s'ha interpretat com una imatge del profeta Balaam, considerant el text de Nm 24, 15-17: «Oracle de Balaam, fill de Beor, […] Alça's de Jacob una estrella, sorgeix d'Israel un ceptre...» que es considera que anuncia el Messies.